# Association générale des travailleurs algériens
l'Association générale des travailleurs algériens (AGTA), des fois nommé l'Amicale générale des travailleurs algériens, est une organisation syndicale fondée par Safi Boudissa[réf. souhaitée], ancien ministre du travail à l'époque d'Ahmed Ben Bella. L'organisation a été dissoute en 1969.
Aboubakr Belkaid était fondateur aussi et membre du Secrétariat Général.